# 최욱 (1978년)
최욱(1978년 8월 29일~)은 대한민국의 방송인이다.

## 방송
- 히든싱어 2 (2013) - 남진 편 5위
- 더 라이브 (2019~2023)
- 매불쇼 (2018~현재)

## 음반
- 나를 잡아 (2012)
- 이쁜이 꽃분이 (2013)

### CCTV
- CCTV (쏜다) (2009)

## 도서
- 최욱의 원포인트 연애레슨 (2015)